# マルガメ属
マルガメ属（マルガメぞく、Cyclemys）は、爬虫綱カメ目イシガメ科に属する属。模式種はノコヘリマルガメ。

## 分布
インド東部、インドネシア（ジャワ島、スマトラ島、ボルネオ島）、カンボジア、タイ、フィリピン（パラワン島、スールー諸島）、ベトナム、マレーシア、ミャンマー、ラオス

## 形態
最大種はオルダムマルガメで最大甲長25.4センチメートル。最小種はノコヘリマルガメで最大甲長21センチメートル。背甲は扁平。属名Cyclemysは「丸いカメ、円形のカメ」の意で成体も含めて上から見た背甲に由来する（上から見ると細長い楕円形の種もいる）と考えられ、本属の構成種を指す和名と同義。椎甲板は平坦で、筋状の盛りあがり（キール）がある。椎甲板の数は5枚。後部縁甲板はやや鋸状に尖るが、成体では不明瞭な個体もいる。
背甲と腹甲の継ぎ目（橋）は長い。
腹甲は大型で幅広い。胸甲板と腹甲板の間にあまり発達しない蝶番があり、腹甲をわずかに折り曲げることができる。喉甲板はやや突出し、左右の喉甲板の間にわずかに切れ込みが入る。
頭部は中型。吻端はわずかに突出し、上顎の先端は凹まないかわずかに凹む。後頭部は細かい鱗で覆われる。四肢は頑丈で、指趾の間にはやや水かきが発達する。
幼体は背甲が上から見ると円形で、キールや縁甲板の鋸歯が明瞭。また幼体は蝶番が発達せず不明瞭。
オスは腹甲の中央部がわずかに凹む個体もいる。また尾が太くて長く、尾をまっすぐに伸ばした状態では総排出口全体が背甲の外側にある。メスは腹甲の中央部が凹まない。また尾が細くて短く、尾をまっすぐに伸ばしても総排泄口の一部が背甲よりも内側にある。

## 分類
分子系統学的解析ではオオヤマガメ属やシロアゴヤマガメ属、ニセイシガメ属、ムツイタガメ属に近縁と考えられている。
核DNAやミトコンドリアDNAの塩基配列からの分子系統学的解析ではインドシナ半島南部からインドネシアにかけて分布する腹甲の色彩が明色（ミナミクロハラマルガメを除く）のニシキバラマルガメやノコヘリマルガメ、ヒガシキバラマルガメ、ミナミクロハラマルガメの4種からなる単系統群と、インド東部からインドシナ半島にかけて分布する腹甲の色彩が暗色のインドクロハラマルガメ、オルダムマルガメ、ビルマクロハラマルガメの3種からなる単系統群を形成すると推定されている。
- Cyclemys atripons　ニシキバラマルガメ　Western black-bridged leaf turtle
- Cyclemys dentata　ノコヘリマルガメ　Common Asian leaf turtle
- Cyclemys enigmatica　ミナミクロハラマルガメ
- Cyclemys fusca　ビルマクロハラマルガメ
- Cyclemys gemeli　インドクロハラマルガメ
- Cyclemys oldhamii　オルダムマルガメ　Oldham's leaf turtle
- Cyclemys pulchristriata　ヒガシキバラマルガメ　Eastern black-bridged leaf turtle

## 人間との関係
生息地や中華人民共和国では食用とされることもある。
開発による生息地の破壊、食用の乱獲などにより生息数は減少している種もいる。2013年に属単位でワシントン条約附属書IIに掲載された。
ペットとして飼育されることもあり、日本にも輸入されている。流通量はやや多く、主に野生個体が流通する。安価で流通することや野生個体が主に流通するため輸送の状態や扱いが悪く、状態を崩したまま流通する個体も多かった。また本属全体の分類が混乱している事からノコヘリマルガメとして他種が流通していると考えられ、以前はリーフタートルとしてマルガメ属の構成種とオオヤマガメの幼体が区別されずに販売される事もあった。
アクアリウム、アクアテラリウム、成体は大型の水場を設けたテラリウムなどで飼育される。やや低温に弱い（特に幼体）ためケージ内は保温する。飼育下では人工飼料や乾燥飼料にも餌付く。協調性は良く複数飼育でも問題が起こりづらいものの、発情したオスは同種他種問わずに噛みつき交尾を迫るため場合によっては隔離する。